# Bruna Castagna
Bruna Castagna (Bari, 15 ottobre 1905 – Pinamar, 10 luglio 1983) è stata un mezzosoprano italiano.

## Biografia
Debuttò al Teatro Sociale di Mantova nel 1925 nel ruolo di Marina Mniscek in Boris Godunov.
Nello stesso anno apparve al Teatro Colón di Buenos Aires per lo più in ruoli secondari (Zita in Gianni Schicchi, Bersi in Andrea Chénier, Un pastorello in Tosca, Anciana ne L'amore dei tre re, Amelfa ne Il gallo d'oro). Sempre nel 1925 ottenne la prima scrittura al Teatro alla Scala di Milano, dove apparve per diverse stagioni, sia in ruoli da protagonista (Isabella ne L'italiana in Algeri nel 1933) che in ruoli minori e dove prese parte alla prima rappresentazione de Il Dibuk di Lodovico Rocca.
La svolta della carriera avvenne nel 1934 quando si trasferì negli Stati Uniti, imponendosi rapidamente come uno dei maggiori mezzosoprani del tempo nel repertorio italiano e francese. I ruoli più importanti furono Amneris in Aida, Adalgisa in Norma, Laura ne La Gioconda, Ulrica in Un ballo in maschera, Leonora ne La favorita, Carmen, Dalila. Fu presente al Metropolitan, a San Francisco e in America Latina.
Si ritirò precocemente dall'attività artistica nel 1945, stabilendosi definitivamente in Argentina. È possibile ascoltarla in diverse registrazioni dal vivo dal Met, ripubblicate anche in CD.

## Repertorio
| Ruolo                  | Titolo               | Autore           |
| ---------------------- | -------------------- | ---------------- |
| Adalgisa               | Norma                | Bellini          |
| Carmen                 | Carmen               | Bizet            |
| Leonora                | La favorita          | Donizetti        |
| Nonna                  | La vida breve        | de Falla         |
| Bersi Madelon          | Andrea Chénier       | Giordano         |
| La Strega di Marzapane | Hänsel e Gretel      | Humperdinck      |
| Lola Santuzza          | Cavalleria rusticana | Mascagni         |
| Carlotta               | Werther              | Massenet         |
| Anciana                | L'amore dei tre re   | Montemezzi       |
| Marcellina             | Le nozze di Figaro   | Mozart           |
| Fëdor Marina           | Boris Godunov        | Musorgskij       |
| La Cieca Laura Adorno  | La Gioconda          | Ponchielli       |
| Un pastorello          | Tosca                | Puccini          |
| Suzuki                 | Madama Butterfly     | Puccini          |
| Zita                   | Gianni Schicchi      | Puccini          |
| Amelfa                 | Il gallo d'oro       | Rimskij-Korsakov |
| Isabella               | L'italiana in Algeri | Rossini          |
| Dalila                 | Sansone e Dalila     | Saint-Saëns      |
| Mignon                 | Mignon               | Thomas           |
| Maddalena              | Rigoletto            | Verdi            |
| Azucena                | Il trovatore         | Verdi            |
| Ulrica                 | Un ballo in maschera | Verdi            |
| Preziosilla            | La forza del destino | Verdi            |
| Amneris                | Aida                 | Verdi            |
| Ortruda                | Lohengrin            | Wagner           |
| Erda                   | L'oro del Reno       | Wagner           |
| Erda                   | Sigfrido             | Wagner           |

## Discografia
- Aida - Cigna, Martinelli, Castagna, Morelli, Moscona - Dir. Panizza - Metropolitan, live 1937 ed. Myto
- Norma - Cigna, Martinelli, Castagna, Pinza - Dir. Panizza - Metropolitan, live 1937 ed. GOP
- Messa di requiem (Verdi) - Milanov, Kullman, Castagna, Moscona - Dir. Toscanini - New York, live 1938 ed. Archipel
- La Gioconda - Milanov, Martinelli, Morelli, Castagna, Moscona - Dir. Panizza - Metropolitan, live 1939 ed. Myto
- Petite Messe Solennelle - Ginster, Kullman, Castagna, Warren - Dir. Barbirolli - Carnegie Hall, live 1939 ed. Guild
- Aida (selez.) - Milanov, Gigli, Castagna, Tagliabue - Dir. Panizza - Metropolitan, live 1939 ed. EJS/Lyric Distribution
- Messa di requiem - Milanov, Castagna, Bjorling, Moscona - Dir. Toscanini - Carnegie Hall, live 1940  ed. Melodram
- Un ballo in maschera - Bjorling, Milanov, Svèd, Castagna, Andreva - Dir. Panizza - Metropolitan, live 1940 ed. Arkadia/Myto/GOP
- Aida - Martinelli, Roman, Castagna, Warren, Pinza - Dir. Panizza - Metropolitan, live 1941 ed. Cantus Classics
- Il trovatore - Bjorling, Greco, Castagna, Valentino, Moscona - Dir. Calusio - Metropolitan, live 1941 ed. Cetra/Arkadia
- Un ballo in maschera - Martinelli, Roman, Bonelli, Castagna - Dir. Panizza - Metropolitan, live 1942 ed. EJS/Eklipse
- Rigoletto - Weede, Reggiani, Landi, Moscona - Dir. Panizza - Metropolitan live 1942 ed. Bongiovanni
- Aida - Milanov, Castagna, Martinelli, Bonelli, Cordon - Dir. Pelletier -  Metropolitan, live 1943 ed. Cetra/GOP/Cantus Classics
- La Gioconda - Roman, Jagel, Warren, Castagna, Moscona - Dir. Cooper - Metropolitan, live 1945 ed. Gala
- Il trovatore - Baum, Milanov, Warren, Castagna, Moscona - Dir. Sodero - Metropolitan, live 1945 ed. Walhall